# Зношування

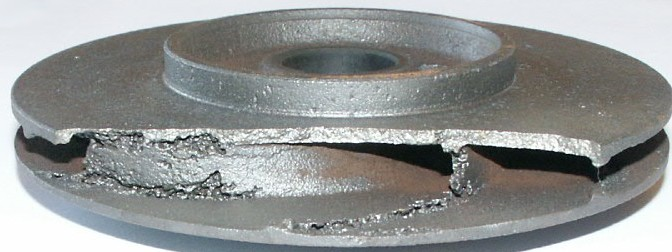
Результат кавітаційного зношування. Робоче колесо насоса, пошкоджене кавітаційною корозією.

Зно́шування — процес відокремлення матеріалу від поверхні тертя твердого тіла і (чи) збільшення його залишкової деформації в умовах тертя, який проявляється в поступовій зміні розмірів і (чи) форми тіла.
Зношування є складним фізико-хімічним процесом, що залежить від багатьох факторів: виду матеріалу і стану тертьових поверхонь, швидкості їх взаємного переміщення, навантаження, виду тертя, режиму змащення, мастильних матеріалів і т. д.

## Похідні поняття
Швидкість зношування — відношення величини зносу до часу, протягом якого він виник.
Інтенсивність зношування — відношення величини зносу до шляху тертя, на якому відбулось зношування, або обсягу виконаної роботи.

## Види зношування
За умовами зовнішнього впливу на поверхневий шар розрізняють такі види зношування:
- механічне зношування — зношування матеріалу внаслідок механічних впливів під час тертя:
  - абразивне зношування — зношування внаслідок дії твердих тіл або твердих частинок, які ріжуть чи дряпають поверхню матеріалу, яке у свою чергу поділяється на зношування закріпленим чи незакріпленим абразивом. Останнє включає гідроабразивне і газоабразивне зношування, яке відбувається внаслідок дії твердих тіл або частинок, що їх переносить потік рідини або газу;
  - гідроерозійне (газоерозійне) зношування — зношування внаслідок дії потоку рідини (газу);
  - кавітаційне зношування — полягає в руйнуванні поверхні металу під дією точкових гідроударів при захлопуванні бульбашок газу, що утворюються у високошвидкісному потоці рідини, який обтікає виріб в умовах змінних перепадів тиску;
  - утомне зношування виникає від утоми в умовах багаторазового деформування мікрооб'ємів матеріалу поверхневого шару. При тривалій циклічній дії напружень в поверхневому шарі металу утворюються втомні тріщини. Близько розташовані тріщини об'єднуються, що призводить до відділення тонких лусок металу;
  - фретингове зношування — зношування тіл, що перебувають у контакті, в умовах малих коливальних відносних їх переміщень;
- адгезійне зношування — зношування внаслідок локального адгезійного з'єднання двох твердих тертьових тіл та глибокого виривання матеріалу з їхніх поверхневих шарів;
- механохімічне зношування — зношування матеріалу внаслідок механічних впливів під час тертя, що супроводжується хімічною і (чи) електрохімічною взаємодією матеріалу з середовищем. Воно поділяється на:
  - окиснювальне зношування, під час якого переважає хімічна реакція матеріалу з киснем чи окисним середовищем у зоні контакту тертьових поверхонь;
  - фретинг-корозійне зношування — зношування тіл, що перебувають в контакті, в умовах малих коливальних відносних їх переміщень;
- електроерозійне зношування — зношування матеріалу внаслідок дії на поверхню тертя електричних розрядів.